# Río Sella
El río Sella es un río costero del norte de la península ibérica que desemboca en el mar Cantábrico y discurre por la provincia de León y Asturias.

## Etimología
Según E. Bascuas, "Sella", llamado "Salia" en la antigüedad, es una forma de origen paleoeuropeo, derivada de la raíz indoeuropea *sal- 'oleaje, agua que fluye, corriente'.
La forma asturiana Seya se documenta ininterrumpidamente desde la Edad Media hasta el siglo XX.

## Curso
El río Sella nace en los Picos de Europa, popularmente en la Fuente del Infierno, aunque en realidad nace en el lugar llamado Junseya, perteneciente a la localidad y municipio de Oseja de Sajambre (provincia de León) y desemboca en el mar Cantábrico formando la ría de Ribadesella. Tiene una longitud de 66 kilómetros y un caudal medio anual de 18,07 m³/s. Su cuenca tiene una superficie de 1284 km². 
Atraviesa los concejos de Oseja de Sajambre, Ponga, Amieva, Parres, Cangas de Onís y Ribadesella. Ha sido una importante barrera natural en su comarca y de hecho es frontera en casi todo su recorrido entre estos concejos. Particularmente entre Parres y Cangas de Onís. Esta incomunicación fue parcialmente superada con el puente medieval, mal llamado «puente romano», que une ambas márgenes en la ciudad de Cangas de Onís. Este puente es considerado como una de las imágenes más emblemáticas de Asturias.
Sus principales afluentes son los ríos Ponga y Piloña, por la izquierda, y el Dobra y el Güeña por la derecha.

## Fauna
Según muestreos de pesca eléctrica acometidos entre los años 1997 y 2019, referencias bibliográficas y comunicaciones orales fidedignas, en el río Sella se han detectado especímenes de lamprea marina, anguila, sábalo, piscardo, salmón, corcón, lubina y platija.

## Descenso del Sella

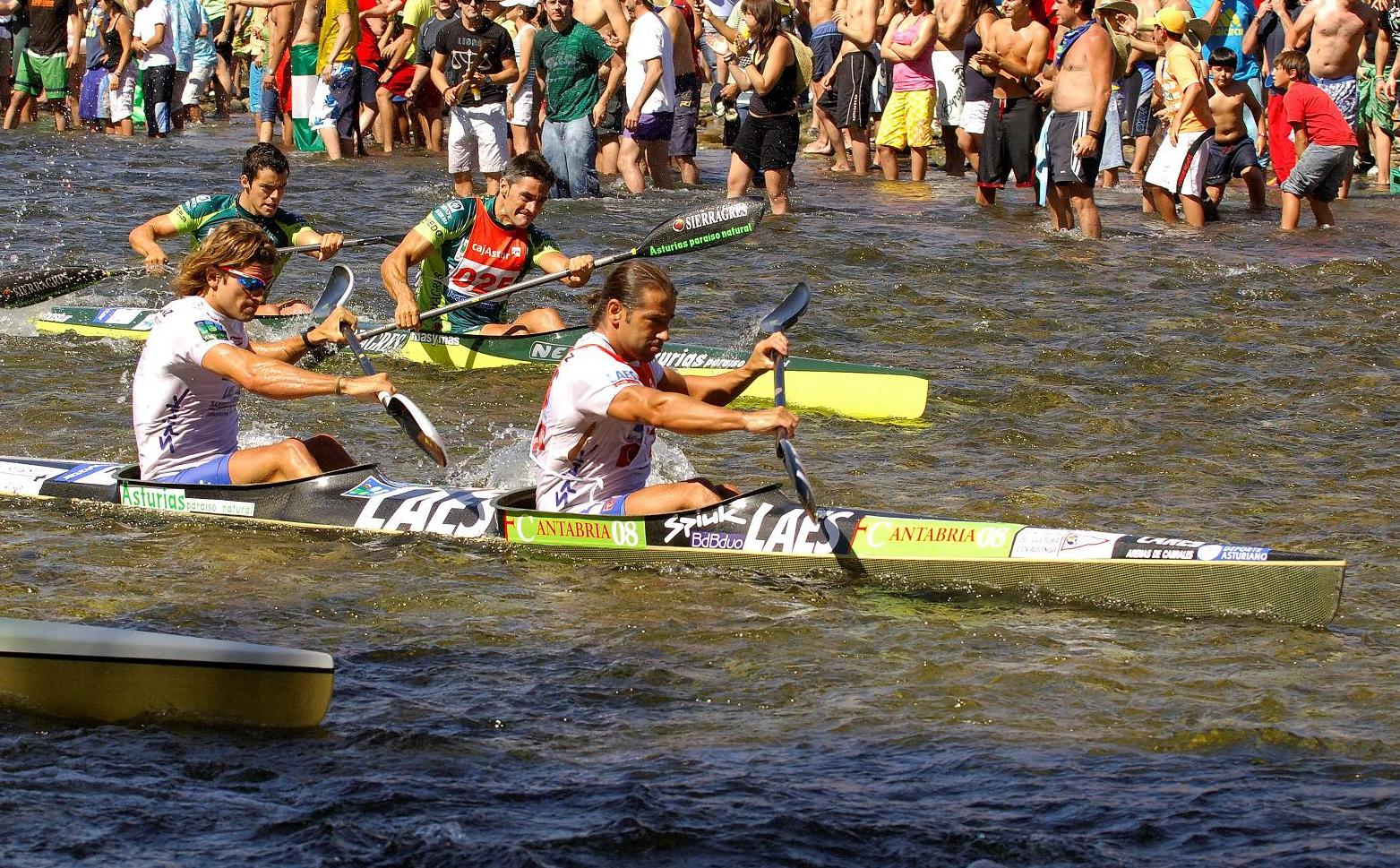
La famosa prueba piragüística del Descenso del Sella.

El primer sábado de agosto, después del día 2 se celebra, desde 1930, el Descenso Internacional del Sella entre los puentes de Arriondas (Parres) y Ribadesella, prueba piragüista internacional de gran prestigio, a la que acompaña una gran fiesta durante todo el fin de semana.
Durante el resto del año, cualquiera puede alquilar una canoa y descender el río en un recorrido de unos 15 km apto para mayores de ocho años.
También es uno de los ríos salmoneros más importantes de España.

## Galería de imágenes

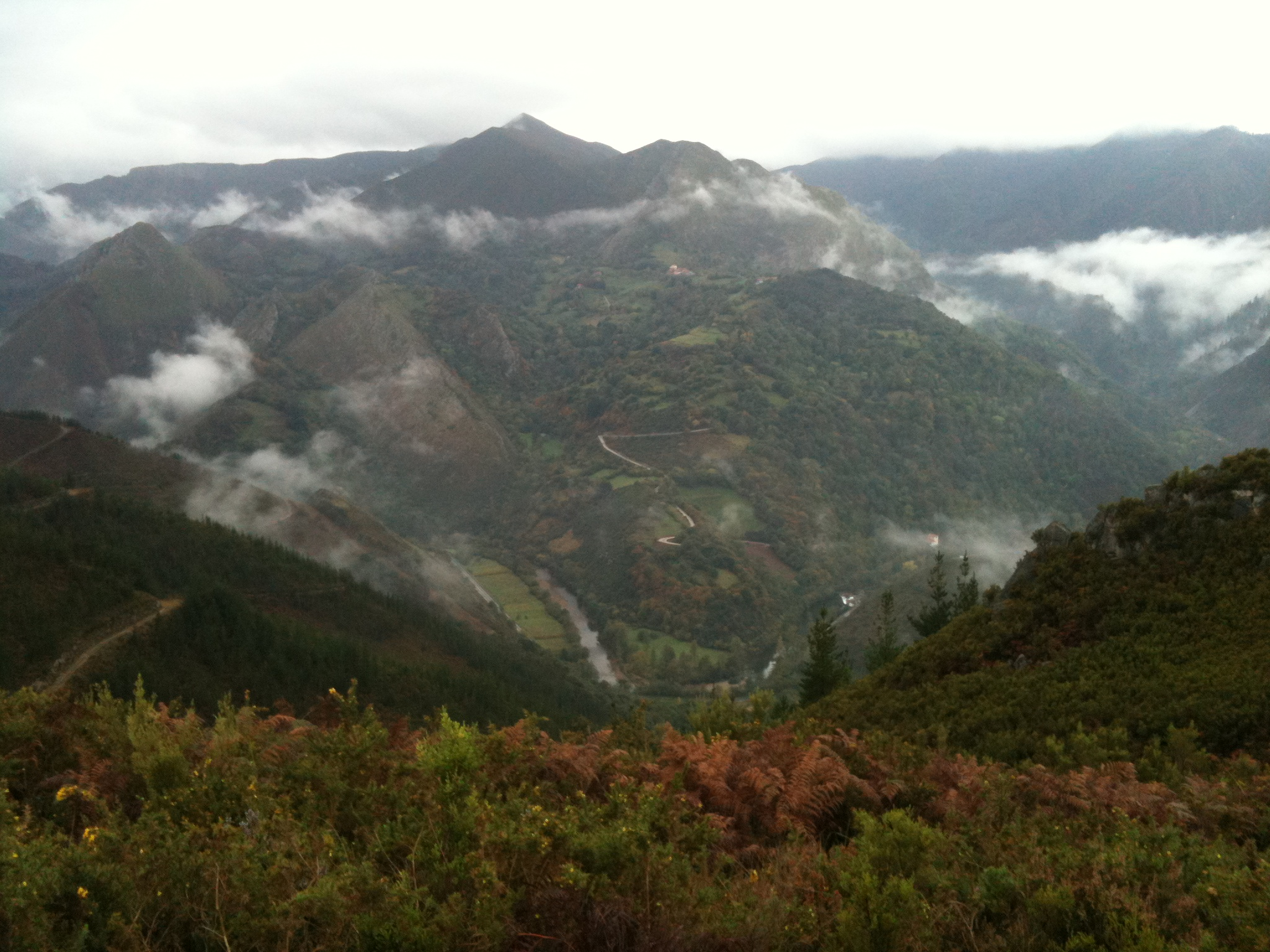
El río Sella poco después de su nacimiento.
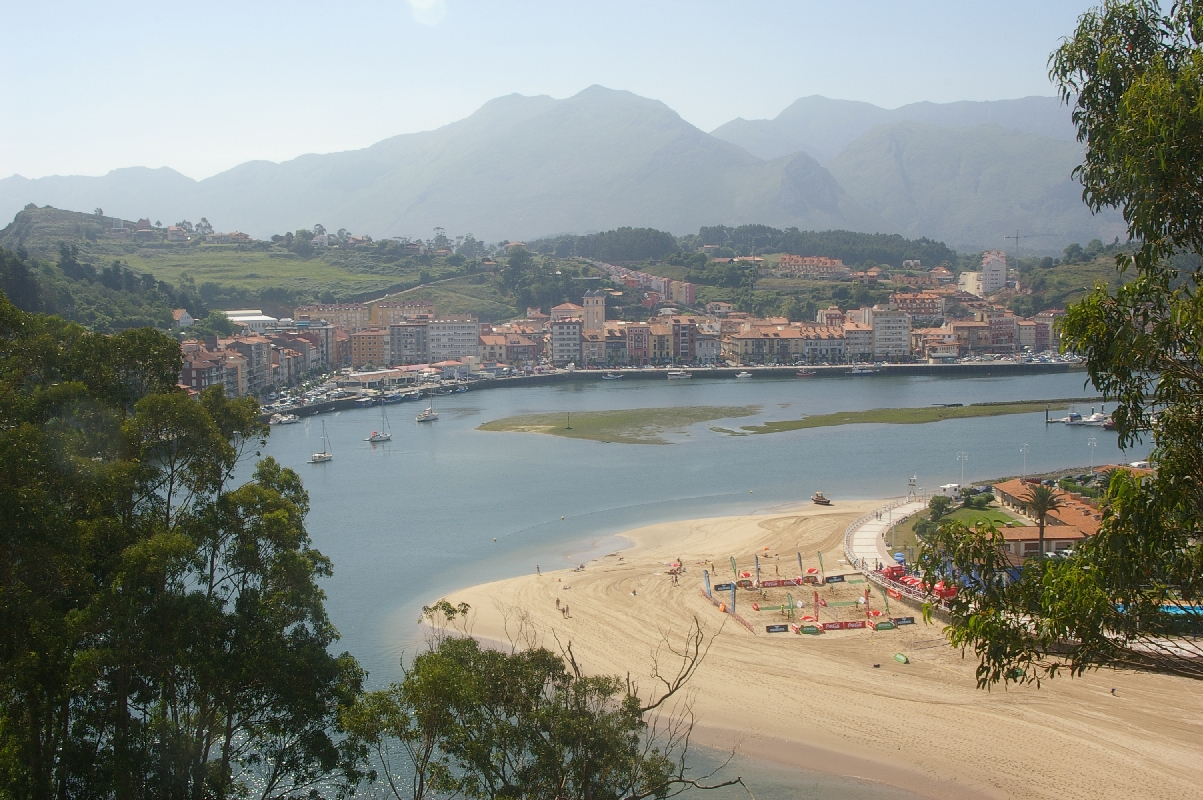
El río Sella a su paso por Ribadesella.
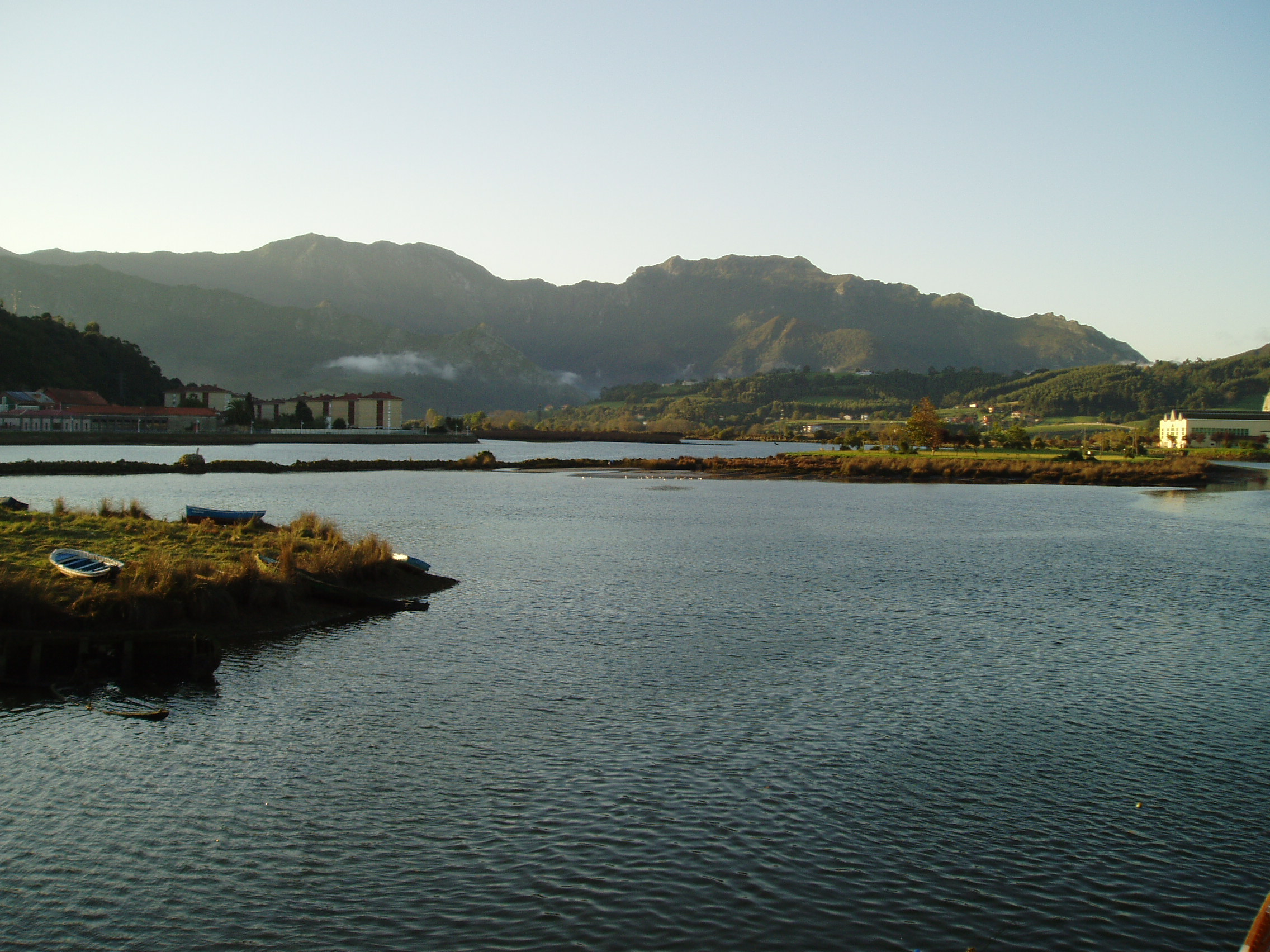
Vista del Sella en el momento de juntarse con la Ría de Ribadesella.
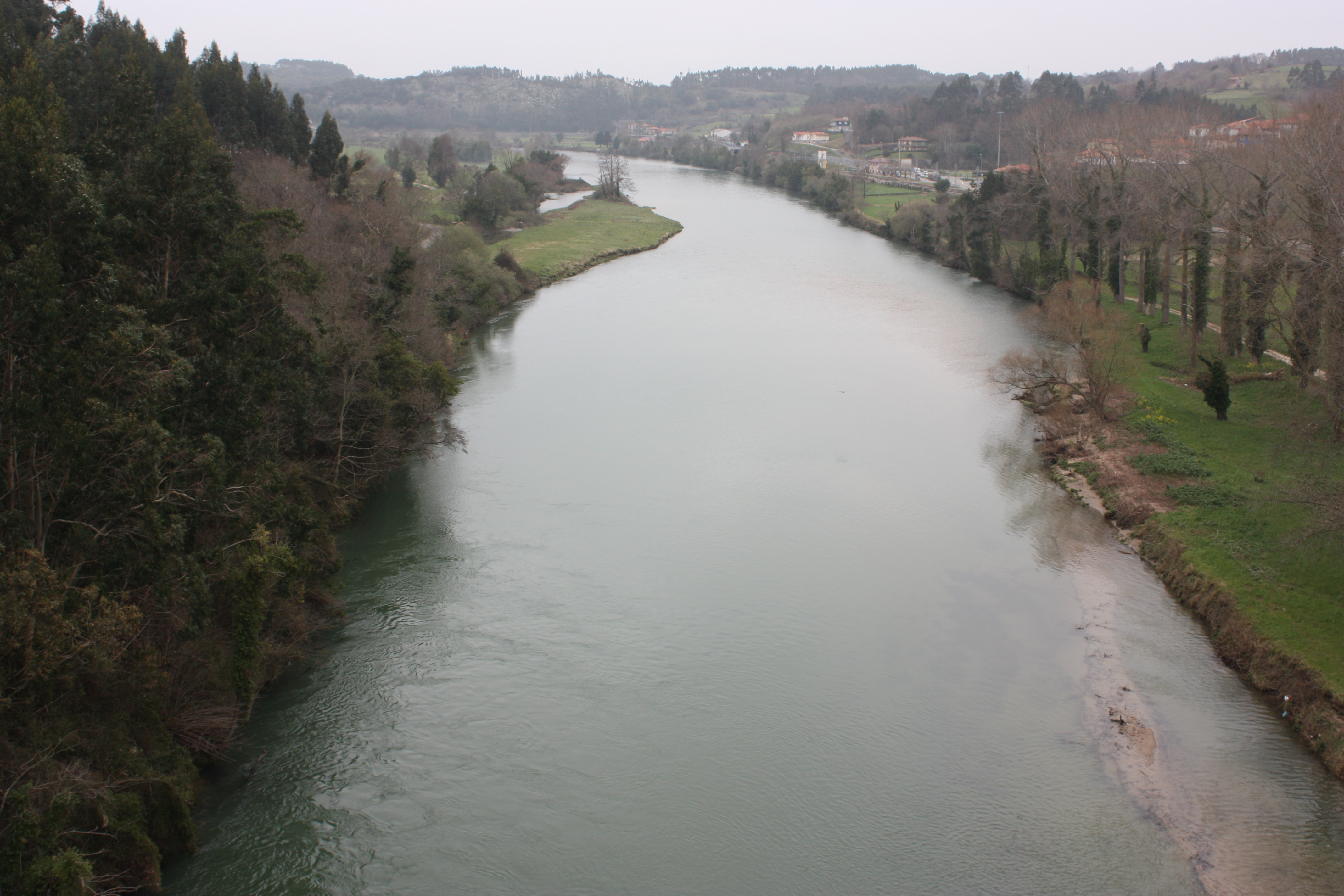
Desde el viaducto de la autopista del Cantábrico con Llovio al fondo.